# Álggavágge
Álggavágge, enligt tidigare ortografi Alkavagge, är en cirka 15 kilometer lång dalgång i Sareks nationalpark som löper från centrala Sarek ut till sjön Álggajávrre vid gränsen mot Padjelanta. Dalen är en populär vandringsled, och är lättvandrad i sin östra del men krävande på grund av tätvuxen vide i sin västra del. Från dalen kan man göra toppturer till exempelvis Axel Hambergs topp, vandra passdalen Niejdariehpvágge eller göra glaciärturer på Áhkájiegŋa.

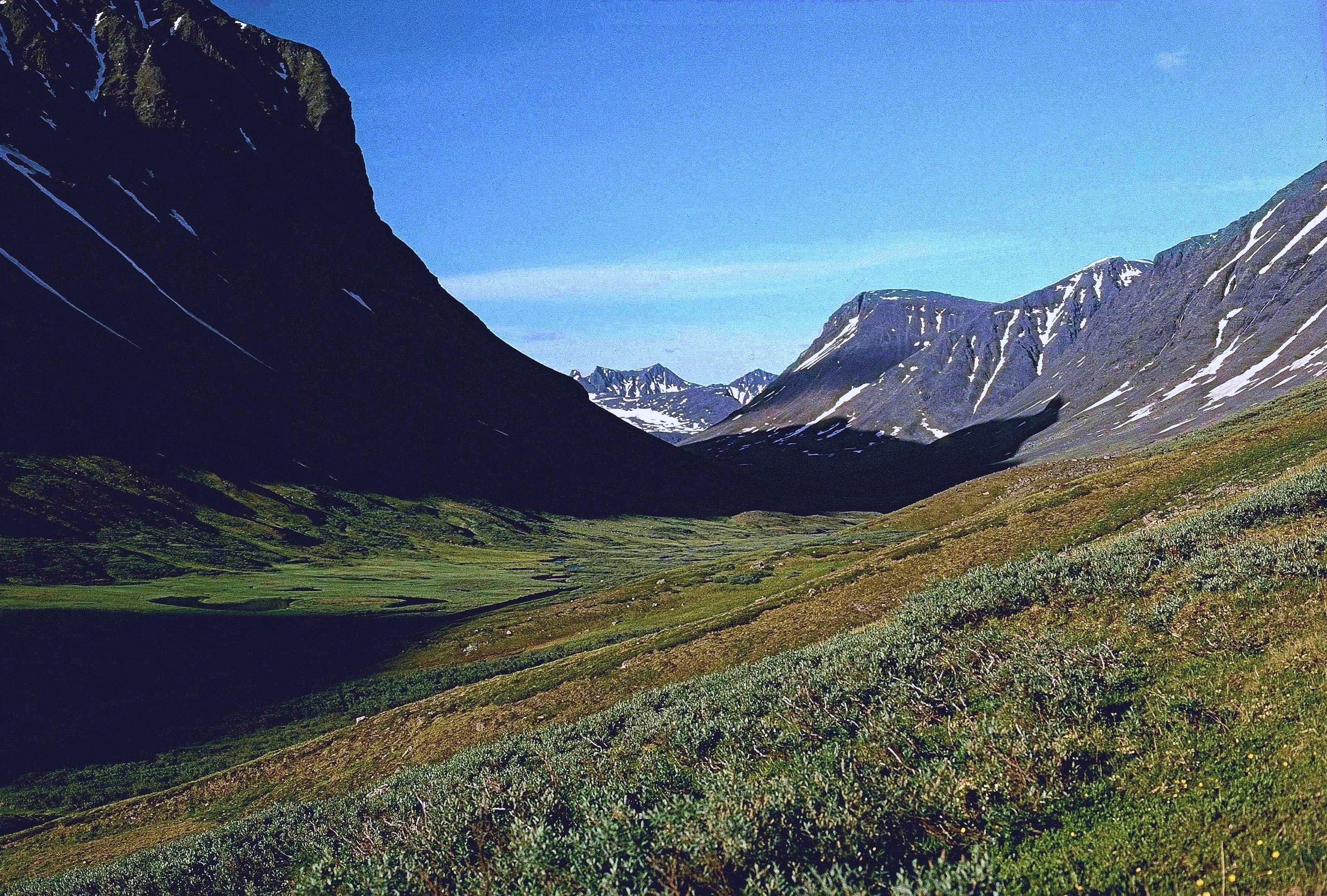
Álggavágge mot öster. Sarektjåkkomassivet i bakgrunden
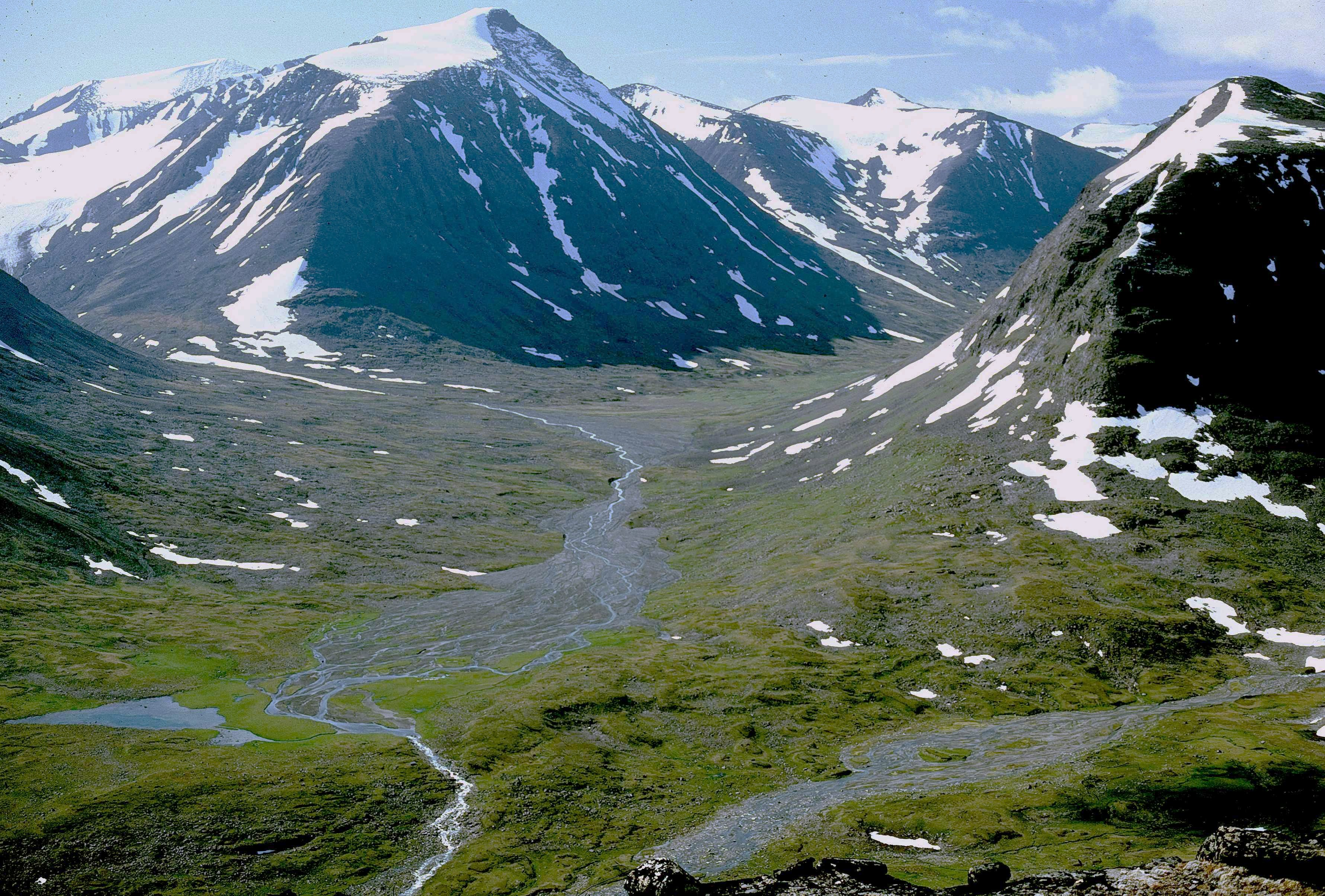
Álggavágges mynning mot övre Rapadalen

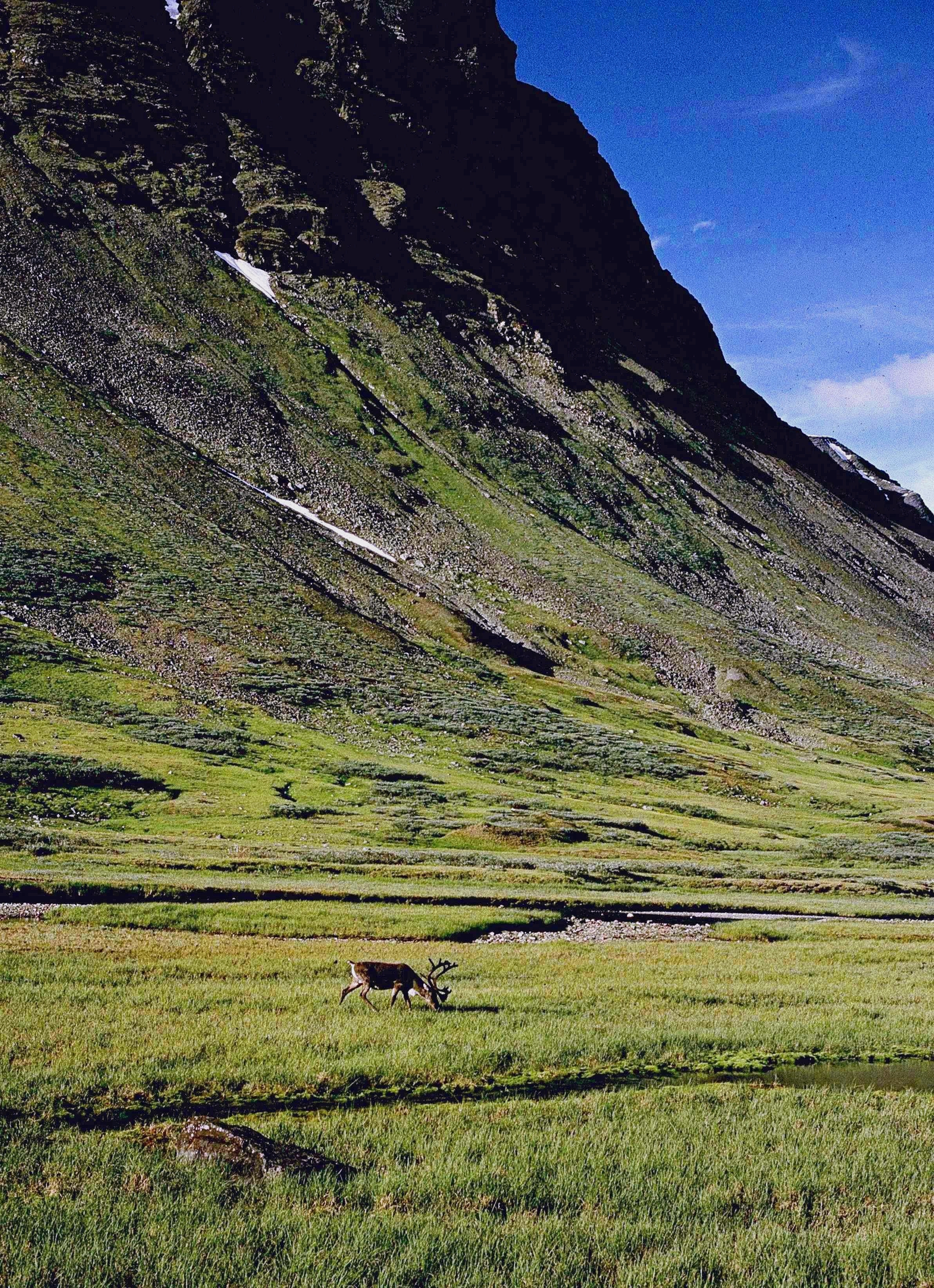
Ren i Álggavágge. Härrábákte i bakgrunden.